# Koszwały
Koszwały (niem.  Gottswalde) – wieś w Polsce na Żuławach Gdańskich położona w województwie pomorskim, w powiecie gdańskim, w gminie Cedry Wielkie na obszarze Żuław Gdańskich. 
Wieś należąca do Żuław Steblewskich terytorium miasta Gdańska położona była w drugiej połowie XVI wieku w województwie pomorskim. 
Kiedy w 1920 r. studenci Politechniki Gdańskiej odbywali wycieczkę do Stegny, powstał wiersz w języku niemieckim o kolei wąskotorowej przez Koszwały, którego każdy student musiał nauczyć się na pamięć. Jego fragment brzmi:
Weiter geht es wie im Flug

sichtbar wird jetzt Neupfundkrug.

Vor uns liegt auf weiter Halde

bald der schmucke Ort Gottswalde

Dalej jedziemy, to jest lot,

nagle pojawił się Ostatni Grosz.

Przed nami nasyp leży wciąż,

Wnet Koszwały miejsce klejnot.
Dawniej przez centrum wsi przebiegała droga krajowa nr 7. Obecnie na wschodnim krańcu wsi znajduje się węzeł „Żuławy Zachód” na drodze ekspresowej nr 7, dzięki któremu odbywa się ruch ze wsi w kierunku Elbląga, Gdańska i Gdyni.
W skład miejscowości wchodzą także dawna osada Miłocin Drugi i osiedle Ostatni Grosz.
Miejscowość jest siedzibą Ochotniczej Straży Pożarnej, posiadającej pożarniczego mercedesa z 1973 (przewidywane zachowanie jako pojazdu zabytkowego) i scanię z 1974. Na przełomie 2020 i 2021 dołączy do nich nowe Volvo, współfinansowane przez powiat gdański.
W latach 1975–1998 miejscowość administracyjnie należała do województwa gdańskiego.
We wsi była stacja kolei wąskotorowej Koszwały.

## Zabytki
Według rejestru zabytków NID na listę zabytków wpisany jest dom podcieniowy nr 17 (d. 8) z 1792, nr rej.: 10 z 10.11.1959. Posiada dach przesłonięty trzema szczytami, po obu stronach podcienia królewskie kasztanowce.
Przy współczesnym kościele pięć płyt nagrobnych z XVII i XVIII wieku.

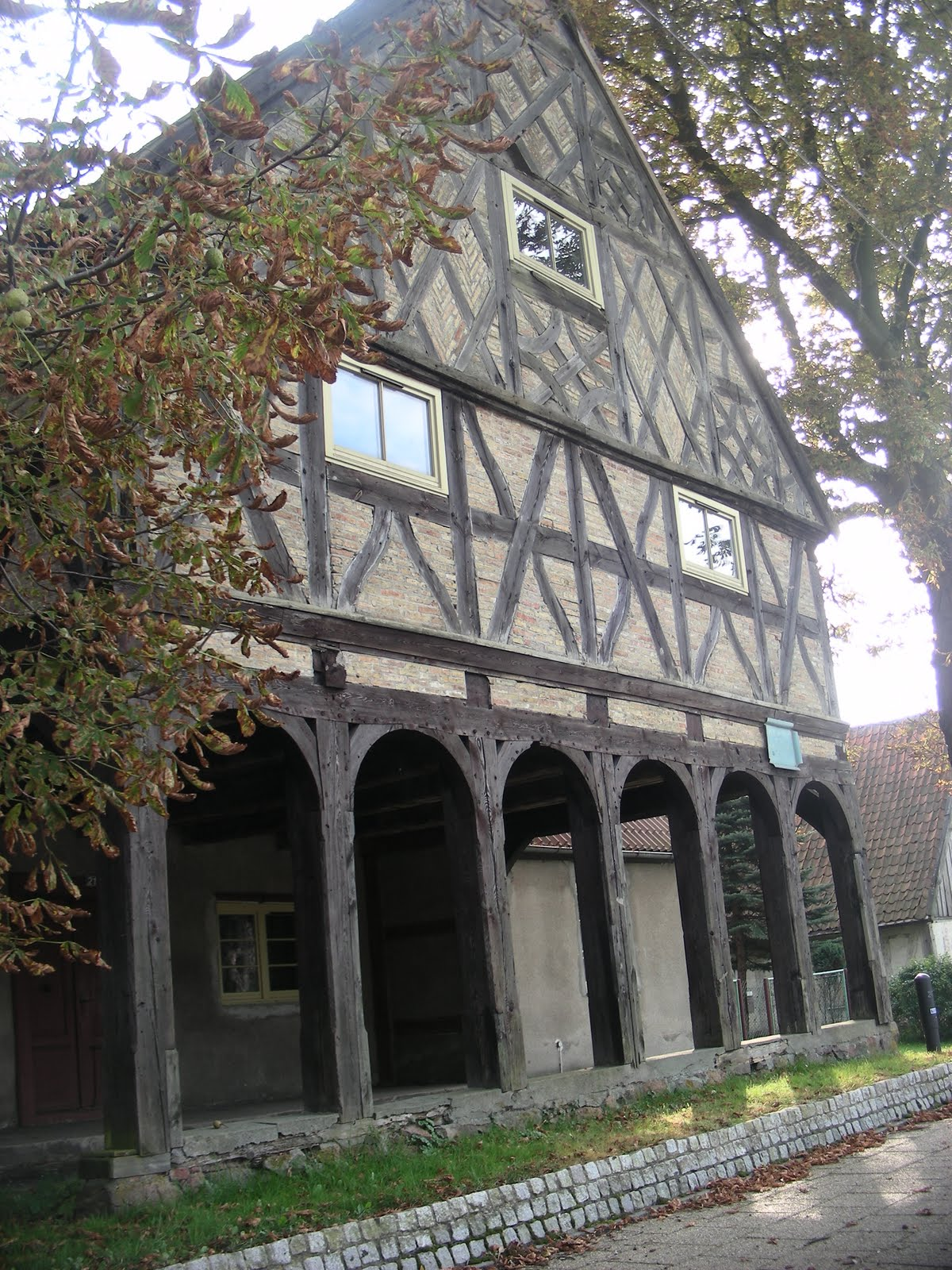
Zabytkowy dom podcieniowy
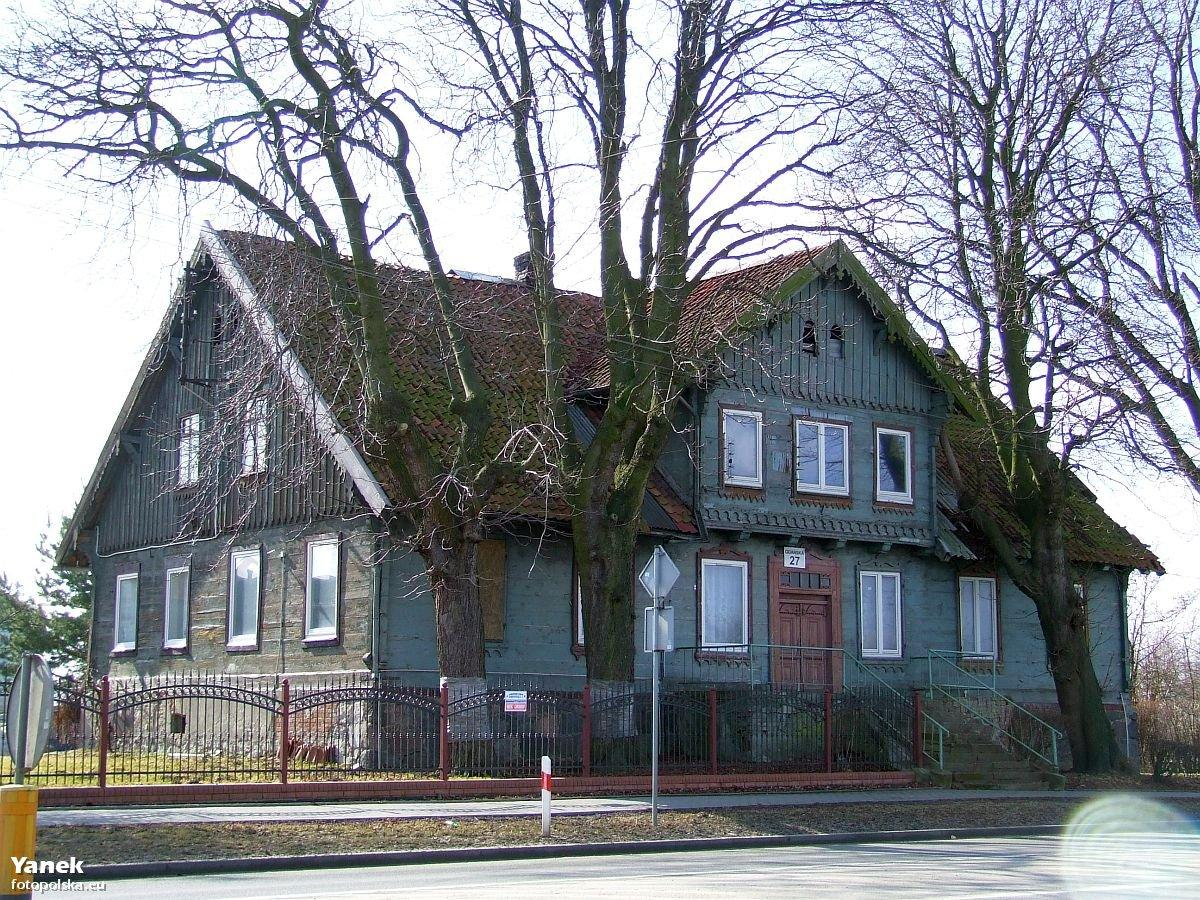
Dom przy ul. Gdańskiej 27
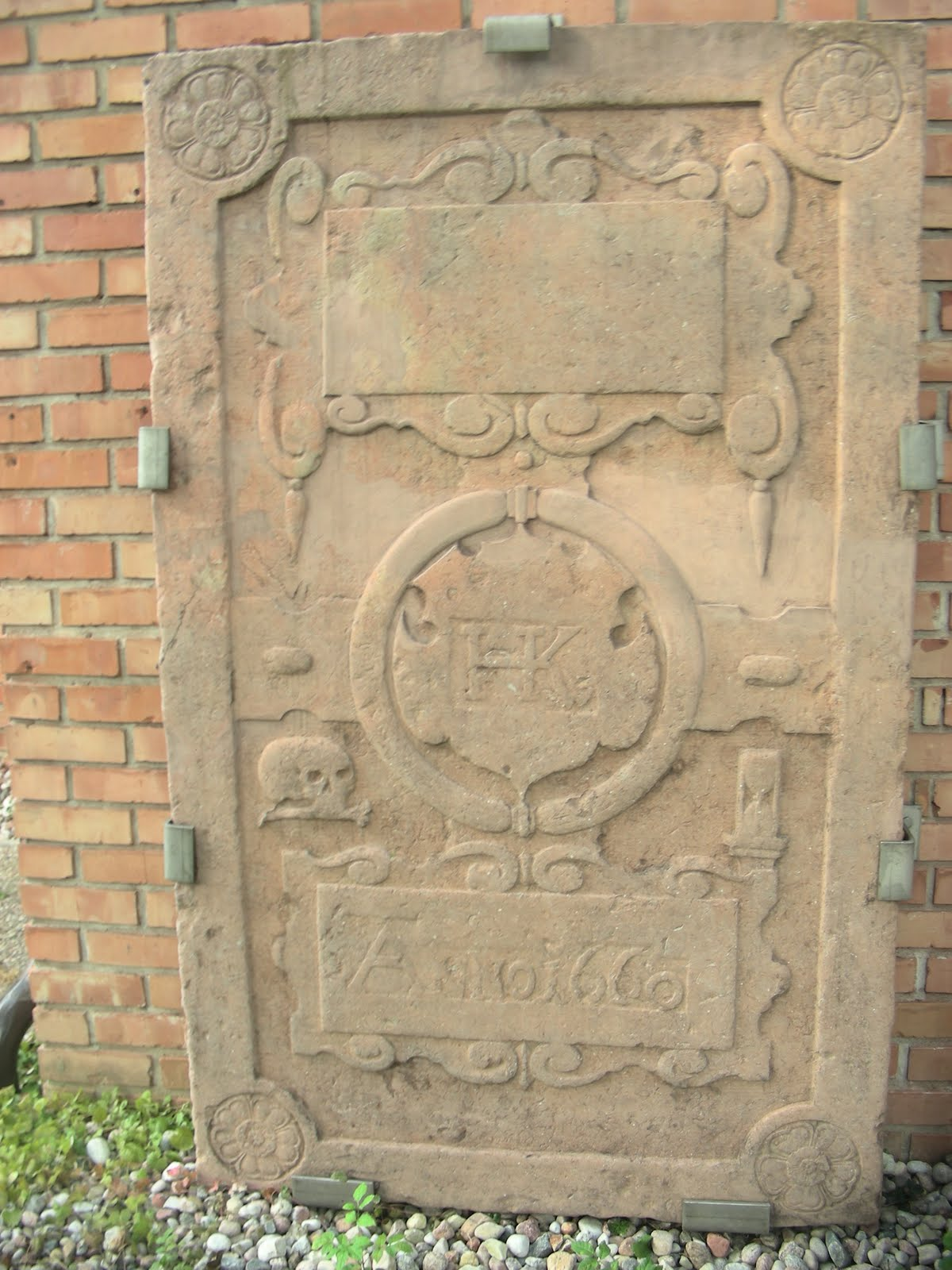
Jedna z pięciu płyt nagrobnych w przykościelnym lapidarium
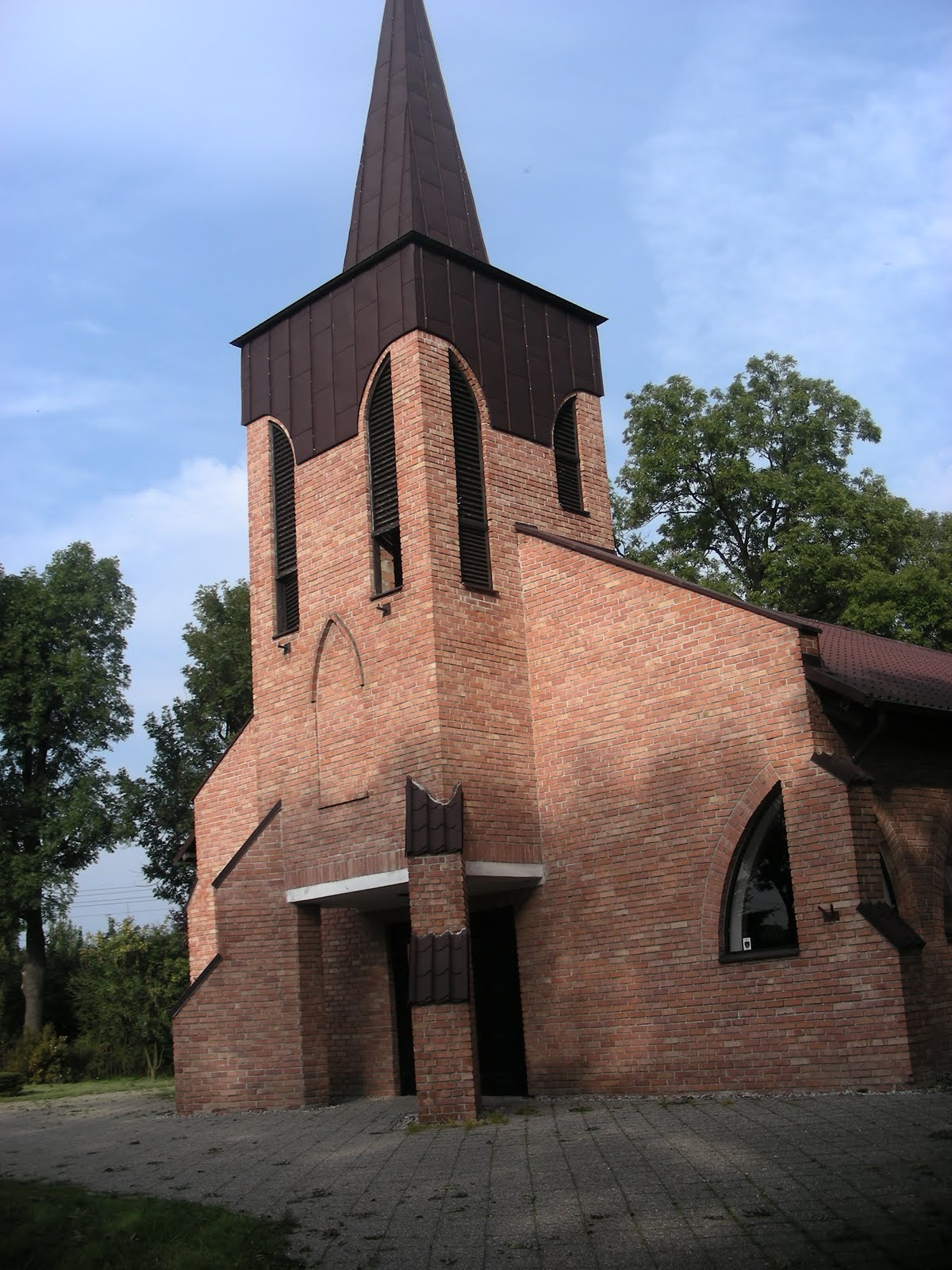
Kościół pw. Teresy Benedykty od Krzyża